# Khokkeisty
Khokkeisty (russisk: Хоккеисты) er en sovjetisk spillefilm fra 1965 af Rafail Goldin.

## Medvirkende
- Vjatjeslav Sjalevitj som Anatolij Duganov
- Vladimir Ivasjov som Morozov
- Aleksandr Orlov som Vladimir Vvedenskij
- Nikolaj Rybnikov som Lasjkov
- Gennadij Jukhtin som Pjotr Kudritj